# Талула Райлі
Талула Райлі (англ. Talulah Riley; нар. 26 вересня 1985 року, Гартфордшир) — британська акторка та кінорежисерка.

## Життєпис
Народилася 26 вересня 1985 року у місті Гартфордшир. Мати — Уна Райлі, керівниця компанії по системі забезпечення безпеки; батько — Даг Мілборн, глава відділу розслідувань злочинів.
Талула закінчила коледж для дівчаток Челтнем, школу Беркхамстед, приватний пансіон «Хейбердашірс Еск», а також вчилася у Відкритому університеті.
У кіноіндустрію Талулу привів її батько. Дебютувала в 2003 році невеликою роллю в серіалі «Пуаро Агати Крісті». Пізніше знімалася у фільмах «Гордість і упередження», «Однокласниці», «Рок-хвиля», «Однокласниці 2: Легенда про золото Фріттона», «Початок» та багатьох інших.
2010 року одружилася з винахідником-мільярдером Ілоном Маском, церемонія одруження пройшла 25 вересня в кафедральному соборі міста Дорнох в Шотландії. У 2012 році подружжя розлучилося, але в інтерв'ю 60 хвилин в 2014 році вони заявили, що примирилися і живуть разом знову. 31 грудня 2014 року чоловік вдруге подав на розлучення.

## Фільмографія

### Фільми
| Рік  |   | Українська назва       | Оригінальна назва                            | Роль             |
| ---- | - | ---------------------- | -------------------------------------------- | ---------------- |
| 2005 | ф | Гордість і упередження | Pride and Prejudice                          | Мері Беннет      |
| 2007 | ф |                        | St Trinian's                                 | Аннабель Фріттон |
| 2009 | ф | Рок-хвиля              | The Boat That Rocked                         | Меріенн          |
| 2009 | ф |                        | St Trinian's 2: The Legend of Fritton's Gold | Аннабель Фріттон |
| 2010 | ф | Початок                | Inception                                    | блондинка        |
| 2011 | ф |                        | The Dilemma                                  | модель           |
| 2013 | ф | Тор: Царство темряви   | Thor: The Dark World                         | медсестра        |
| 2015 | ф |                        | Scottish Mussel                              | Бет              |
| 2015 | ф |                        | The Bad Education Movie                      | Фібі             |
| 2016 | ф |                        | Submerged                                    | Джессі           |
| 2018 | ф |                        | The Last Witness                             | Жанетт Мітчелл   |
| 2020 | ф | Бладшот                | Bloodshot                                    | Джина Декарло    |
| 2021 | ф |                        | Father Christmas Is Back                     | Вікі             |

### Телебачення
| Рік       |   | Українська назва       | Оригінальна назва        | Роль                                                         |
| --------- | - | ---------------------- | ------------------------ | ------------------------------------------------------------ |
| 2003      | с | Пуаро Агати Крісті     | Agatha Christie's Poirot | Анжеліка (Епізод: "Five Little Pigs")                        |
| 2006      | с | Міс Марпл Агати Крісті | Agatha Christie's Marple | Меган Хантер (Епізод: "The Moving Finger")                   |
| 2007      | с |                        | Nearly Famous            | Ліла Рід (6 епізодів)                                        |
| 2008      | с | Доктор Хто             | Doctor Who               | Еванджеліста (Епізоди: "Тиша у Бібліотеці" та "Ліс мертвих") |
| 2016—2018 | с | Край «Дикий Захід»     | Westworld                | Анджела (12 епізодів)                                        |
| 2022      | с | Пістол                 | Pistol                   | Вів'єн Вествуд (6 епізодів)                                  |